# عطاساوية
العطاساوية (الاسم العلمي: Helenieae) هي قبيلة من النباتات تتبع فصيلة النجمية من رتبة النجميات.

## أجناس
هناك جنس نباتي وحيد يتبع مباشرة هذه القبيلة وهو:
- الخافوت (الاسم العلمي: Blepharispermum)

## عمائر
تضم هذه القبيلة النباتية العمائر التالية:
- الغيردينة (الاسم العلمي: Gaillardiinae)
- (الاسم العلمي: Chaenactidinae)
- (الاسم العلمي: Flaveriinae)
- (الاسم العلمي: Pectidinae)
- (الاسم العلمي: Hymenopappinae)
- (الاسم العلمي: Baeriinae)
- (الاسم العلمي: Peritylinae)
- (الاسم العلمي: Madiinae)